# Liste der Biografien/Molz
Liste der Biografien |
Portal Biografien |
Personensuche
# |
A |
B |
C |
D |
E |
F |
G |
H |
I |
J |
K |
L |
M |
N |
O |
P |
Q |
R |
S |
T |
U |
V |
W |
X |
Y |
Z |
?
 
Ma |
Mb |
Mc |
Md |
Me |
Mf |
Mg |
Mh |
Mi |
Mj |
Mk |
Ml |
Mm |
Mn |
Mo |
Mp |
Mq |
Mr |
Ms |
Mt |
Mu |
Mv |
Mw |
Mx |
My |
Mz
 
Moa |
Mob |
Moc |
Mod |
Moe |
Mof |
Mog |
Moh |
Moi |
Moj |
Mok |
Mol |
Mom |
Mon |
Moo |
Mop |
Moq |
Mor |
Mos |
Mot |
Mou |
Mov |
Mow |
Mox |
Moy |
Moz
 
Mola |
Molb |
Molc |
Mold |
Mole |
Molf |
Molg |
Molh |
Moli |
Molj |
Molk |
Moll |
Molm |
Moln |
Molo |
Mols |
Molt |
Molu |
Molv |
Molw |
Moly |
Molz
Die Liste der Biografien führt alle Personen auf, die in der deutschsprachigen Wikipedia einen Artikel haben. Dieses ist eine Teilliste mit 26 Einträgen von Personen, deren Namen mit den Buchstaben „Molz“ beginnt.

## Molz
- Molz, Adam Friedrich (1790–1879), Schweizer Lehrer und evangelischer Geistlicher
- Molz, Alexander (* 1995), deutscher Laiendarsteller
- Molz, Gertrudis (1869–1928), Äbtissin von Lichtenthal
- Molz, Jonas (* 2000), deutscher Handballspieler
- Molz, Martin (* 1971), deutscher Fußballspieler
- Molz, Peter (1853–1933), deutscher Gewerkschaftsfunktionär

### Molza
- Molza, Francesco Maria (1489–1544), italienischer Dichter
- Molza, Tarquinia (1542–1617), italienische Musikerin und Dichterin
- Molzahn, Alexander (1907–1998), deutscher Cellist und Hochschullehrer
- Molzahn, Florian (* 1984), deutsches Model, Unternehmer
- Molzahn, Ilse (1895–1981), deutsche Journalistin und Autorin
- Molzahn, Johannes (1892–1965), deutscher Maler und Werbegrafiker
- Molzan, Ramona (* 1971), deutsche Leichtathletin

### Molzb
- Molzberger, Manfred (1936–2003), deutscher Leichtathlet und Olympiateilnehmer
- Molzbichler, Günther (* 1953), österreichischer Gewerkschafter und Politiker (SPÖ), Mitglied des Bundesrates

### Molze
- Molzen, Gerty (1906–1990), deutsche Schauspielerin, Kabarettistin, Sängerin, Buchautorin und Texterin
- Molzen, Nikolaus (1881–1954), deutscher Landschaftsarchitekt
- Mölzer, Andreas (* 1952), österreichischer Publizist und Politiker (FPÖ), Mitglied des Bundesrates, MdEPAndreas Mölzer (* 1952)

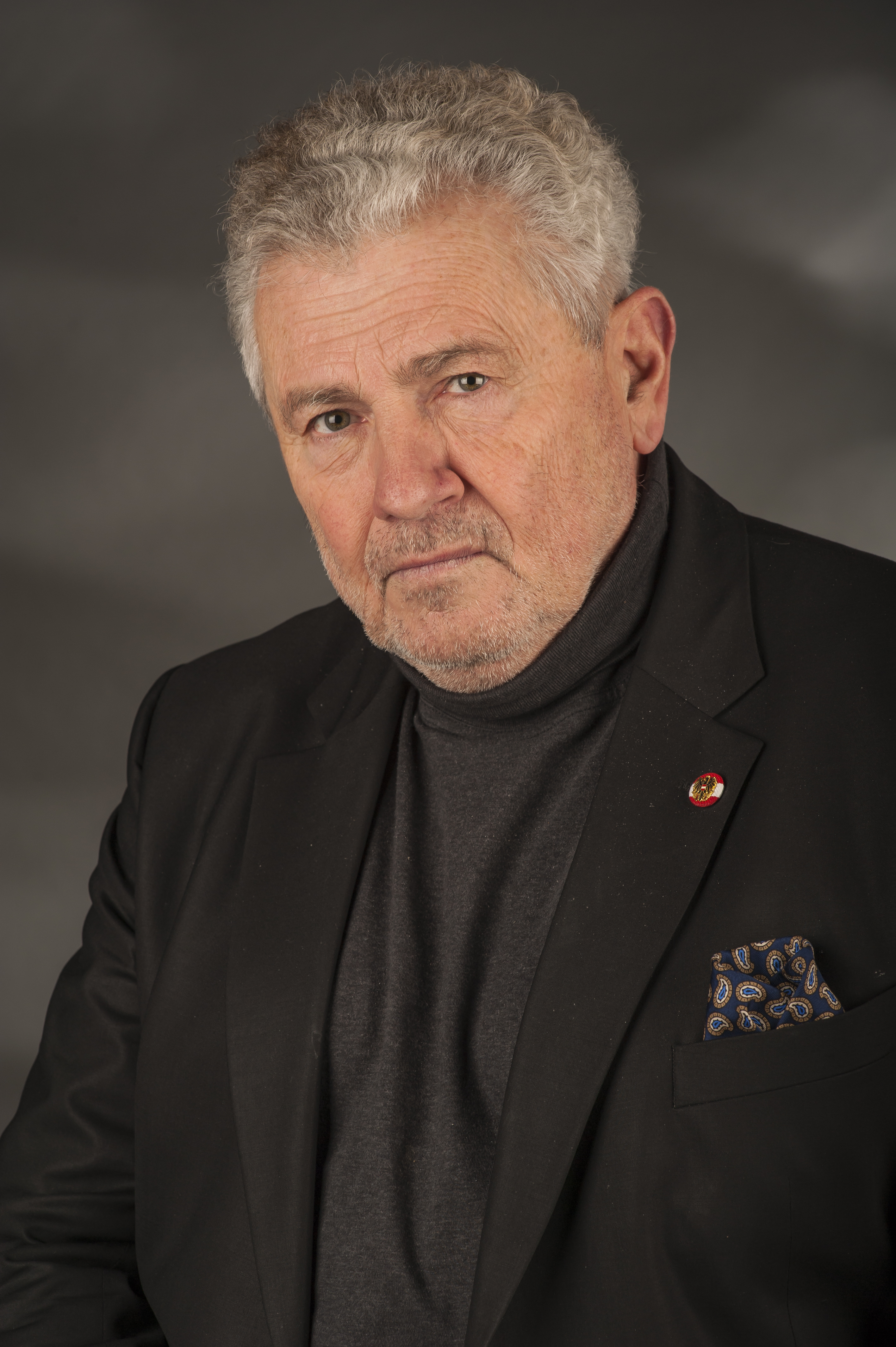
Andreas Mölzer (* 1952)

- Molzer, Ferdinand der Ältere (1856–1928), österreichischer Orgelbauer
- Molzer, Ferdinand der Jüngere (1886–1970), österreichischer Drehorgelbauer und Orgelbauer
- Molzer, Josef (1906–1987), österreichischer Fußballspieler und -trainer
- Molzer, Josef (1914–1993), österreichischer Politiker (ÖVP), Landtagsabgeordneter
- Mölzer, Milan (1937–1976), tschechischer Pantomime und bildender Künstler
- Mölzer, Wendelin (* 1980), österreichischer Politiker (FPÖ), Abgeordneter zum Nationalrat

### Molzi
- Molziner, Marchiò, Südtiroler Bildhauer

### Molzl
- Mölzl, Patrick (* 1980), deutscher Fußballspieler